# Susanne Scholz (Anglistin)
Susanne Scholz (* 28. April 1966 in Limburg an der Lahn) ist eine deutsche Anglistin, Literaturwissenschaftlerin und Hochschullehrerin.

## Leben und Werk
Scholz studierte Anglistik, Geschichte, Germanistik und Skandinavistik an der Johann Wolfgang Goethe-Universität Frankfurt am Main, der University of Strathclyde, Glasgow und am  Birkbeck College, University of London und war wissenschaftliche Mitarbeiterin an den Universitäten Frankfurt, Siegen und Paderborn. Sie promovierte 1996 in Frankfurt und habilitierte 2002 an der Universität Paderborn.
Seit 2003 ist Susanne Scholz Professorin für englische Literatur und Kultur an der Goethe-Universität in Frankfurt am Main.

## Veröffentlichungen (Auswahl)
- Phantasmatic Knowledge. Visions of the Human and the Scientific Gaze in English Literature, 1880-1930, 2013, ISBN 978-3-8253-6168-6
- Medialisierungen des Unsichtbaren um 1900 / Susanne Scholz u. ; Julika Griem (Hrsg.). Paderborn; München: Fink, 2010. ISBN 978-3-7705-4787-6.
- MenschenFormen : Visualisierungen des Humanen in der Neuzeit / Susanne Scholz u. Felix Holtschoppen (Hrsg.). Königstein/Taunus: Helmer, 2007. ISBN 978-3-89741-218-7.
- Objekte und Erzählungen : Subjektivität und kultureller Dinggebrauch im England des frühen 18. Jahrhunderts Königstein/Taunus: Helmer, 2004. ISBN 978-3-89741-133-3.
- Body narratives : writing the nation and fashioning the subject in early modern England. New York: St. Martin’s Press, 2000. ISBN 978-0-312-22783-8.